# Little Kids Rock
Little Kids Rock é uma organização sem fins lucrativos estadunidense. Esta organização tem um projeto social que visa levar rock and roll a crianças carentes de escolas públicas americanas.
Esta organização tem o apoio de vários artistas da música estadunidense, como Bonnie Raitt, Slash, Lady Gaga, Steven Van Zandt, Joe Satriani, BB King, Jason Newsted, Linkin Park's Brad Delson, Bob Weir, Ziggy Marley, Paul Simon, Steve Vai, Carmine Appice, Liberty DeVitto, Stefan Lessard, Mike Stone, the Trans-Siberian Orchestra, Rick Springfield, Jesse McCartney, Dave Mason, Gregg Rolie, Marcus Henderson, Joshua Radin, entre outros.

## Missão
Segundo o site oficial, a missão desta organização é: Transformar a vida das crianças através da restauração e revitalização de educação musical nas escolas públicas em todo os Estados Unidos.